# Epitácio de Silva Pessòa

Epitácio de Silva Pessòa

Epitácio de Silva Pessòa, född 23 maj 1865, död 13 februari 1942, var Brasiliens president 1919-1922.

## Utmärkelser
- Riddare av Serafimerorden, 14 juli 1922.[1]